# Hélène Lubienska de Lenval
 (juin 2024).
Si vous disposez d'ouvrages ou d'articles de référence ou si vous connaissez des sites web de qualité traitant du thème abordé ici, merci de compléter l'article en donnant les références utiles à sa vérifiabilité et en les liant à la section « Notes et références ».
Pour les articles homonymes, voir Lenval.
Hélène Lubienska de Lenval, née le 16 août 1895, et décédée à Bruxelles, le 23 août 1972, est une pédagogue de l’école de Montessori, dont elle développa les idées particulièrement dans le domaine de la pédagogie religieuse. 
Hélène Lubienska de Lenval développe la méthode pédagogique montessorienne (respectant la psychologie et le rythme de vie des enfants, et cherchant à éduquer plutôt qu’à enseigner) en insistant davantage sur la dimension spirituelle. Tout enfant est par nature contemplatif et poète. Cette dimension de sa psychologie, si elle est correctement mise en valeur, peut enrichir et améliorer son éducation. Lubienska, allant au-delà de son amie Maria Montessori,  passe de la pédagogie profane à ce qu'elle appelle 'la pédagogie sacrée'. Il faut mettre en œuvre les ressources cachées de l’enfant qui permettent à sa conscience de se former et son esprit d’émerger.
Retrouvant la séculaire tradition monastique elle prône une pédagogie fondée essentiellement sur le silence, les rites (dans leur répétition et solennité) et le travail personnel. Ainsi, avant le concile Vatican II, Lubienska contribue beaucoup à une nouvelle catéchèse des jeunes (formation à la foi) qui est plutôt éveil à Dieu, au transcendant et la dimension du sacré plutôt qu’assimilation de vérités à connaître. 
Elle écrit : « Il faut à l'enfant, ni hâte, ni immobilité »  Ou encore : « ll n'y a d'inoubliables que les leçons solennelles » et « Je me fis de la solennité une règle : que toute activité, mais surtout la leçon de religion, soit une véritable célébration ».
Farouchement discrète et réservée, peu de choses sont connues de sa vie personnelle. Lubienska s’est opposée également à ce que l’on écrive sa biographie : « toute ma vie est dans mon œuvre ».

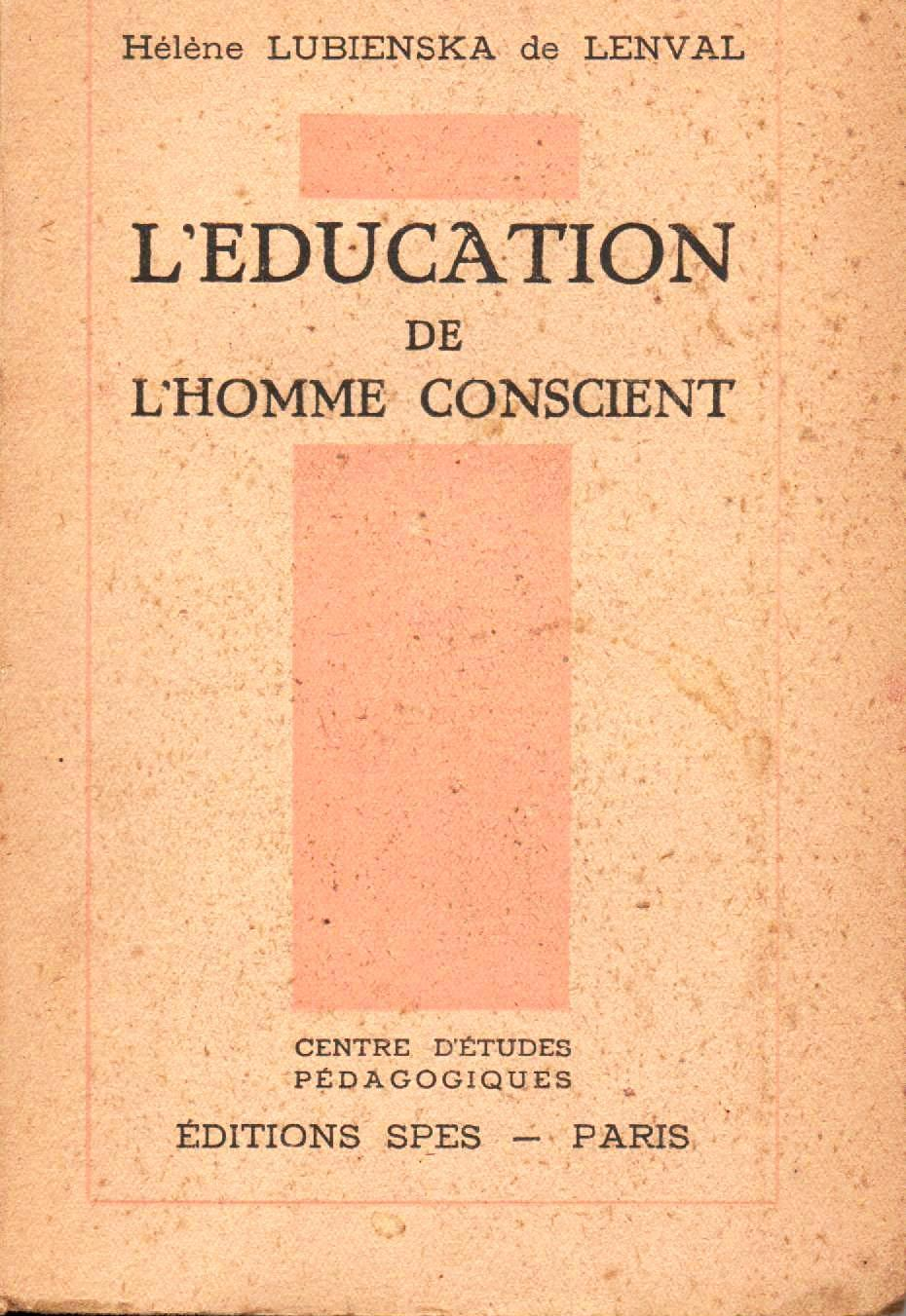
L'Éducation de l'homme conscient, publié en 1948

## Écrits
- L’éducation du sens religieux, Spes, Paris, 1946.
- L’éducation de l’homme conscient, Spes, Paris, 1948.
- L’éducation biblique, Edition de l'Elan / Casterman, Tournai, 1949.
- La Méthose Montessori, Spes, Paris,
- Dictée muettes, Spes, Paris,
- L’éducation du sens liturgique, Cerf, Paris, 1952.
- La liturgie du geste, Casterman, Tournai, 1952.
- Entraînement à l'attention, Spes (Centre d'études pédagogiques) Paris, 1953.
- Le silence à l’ombre de la parole, Casterman, Tournai, 1955.
- L’univers biblique ou nous vivons, Casterman, Tournai, 1959.
- Trêve de Dieu, Casterman, Tournai, 1959.